# 但木土佐
但木 土佐（ただき とさ）は、幕末の仙台藩の奉行。諱は成行（なりゆき）で、土佐は通称。

## 家系
但木氏は本姓橘氏、遠祖は伊賀守重信に発し、下野国足利郡但木に8,000石を領し郷名を氏とした。重信は伊達家初代・伊達朝宗に仕えたなど諸説があり、家歴は極めて古い。
政宗時代に入り慶長から慶安年間まで58年間にわたり職を奉じた但木重久が有名であるが、その弟・惣右衛門久清が分家した家が但木土佐の家系である。正統の系は重久から行久へと続き、召出家として繁栄する。土佐の系となる別系は久清を祖とし、世臣となる新しい系で、久清の子但木重信は元禄7年（1694年）に若老、永代着座に列し、同8年（1695年）に奉行職に栄進して1,500石を領した。
土佐の死後、子孫は幕府から藩が鷹狩場として与えられた現在の埼玉県久喜市鷲宮地区に多くが移住し、現在に至る。その中には検事総長を務めた但木敬一がいる。その他にも元日野自動車取締役など埼玉県久喜市の「但木」姓は土佐の末裔である。甥に奥羽日日新聞創立者のひとり但木良次がいる。

## 経歴
幕末の危機にあたり奉行に挙げられて藩政を執行し、軍事を総官した。土佐は前奉行・芝多民部の放漫財政の後始末をする為、倹約令を出し文久2年（1862年）10月には10万石の分限で表高62万石の仙台藩を運営することを宣言し、緊縮財政を断行。殖産興業政策により藩財政の立て直しを図る。
土佐は、佐幕開国の保守主義を主張し、重臣の三好清房と連携して、尊攘派の重臣・遠藤允信と対立した。政争の結果、土佐に軍配が上がり、遠藤は閉門処分となった。その後、京都で大政奉還が行われると、三好清房と共に仙台藩の軍勢を率いて上洛し、病の主君・伊達慶邦に代わり会議に与った。
戊辰戦争が始まると、朝廷から仙台藩に会津討伐の命が下った為、やむなく会津との藩境まで兵を動かした。しかし、それ以上の行動は取らず、会津藩と接触して新政府への謝罪嘆願を行うよう説得した。そして、会津藩が全面的に降伏する事で同意を得たが、その数日後に会津藩が降伏を拒否する内容の嘆願書を持参した為、土佐の説得は失敗に終わった。
仙台に進駐した奥州鎮撫総督・九条道孝にも会津の赦免を求めたが、降伏の姿勢を見せない会津藩を赦免するはずもなく、逆に下参謀・世良修蔵から不信感を持たれた。その世良を暗殺する計画が若手の仙台藩士から上がり、土佐は世良暗殺の認可を求められた。世良に反感を抱いていた土佐は止めることなく「卿等之ヲ計レ」と命じ、世良暗殺の許可を出す。土佐の許可を得た仙台藩士たちは、旅籠にいた世良を闇討ちして捕縛、阿武隈川河原で処刑した。新政府の下参謀を斬った以上、もはや新政府との戦いは避けられなくなり、九条総督と醍醐参謀を捕らえて仙台城下に軟禁した。
奥羽越列藩同盟が結成され、仙台藩と新政府の交戦が始まると、主戦派の重鎮となる。その後、三好清房が、抗戦は無謀として新政府への帰順を唱えた為、裏切り者として三好を自害させた。
しかし、白河口の戦いで列藩同盟軍が敗北し、要所である駒ヶ岳が陥落すると、藩内では降伏論が上がるようになる。かつて土佐との政争に敗れた遠藤允信が、藩主に何度も降伏を説くなど、仙台藩は統一した意思を欠くようになった。家中ではしばらく抗戦派と降伏派の論争が続いていたが、旗巻峠の戦いの敗北が決定打となり、藩主・慶邦の決断を受けて仙台藩は降伏した。
降伏後、遠藤允信が仙台藩の家老となると、土佐は叛乱の責任者として新政府に引き渡され、東京に拘禁される。明治2年（1869年）5月19日、叛逆首謀の罪で、土佐は坂時秀と共に麻布の仙台藩下屋敷（現・港区南麻布1丁目）において斬刑に処された。享年53。芝高輪の佛日山東禅寺に眠る 。辞世の句は「雲水の行衛は何処武蔵野を只吹く風にまかせたらなん」。仙台市営葛岡霊園の愚鈍院墓地内にも墓碑がある。

## 逸話
- 但木土佐は、「人の話をよく聞き、ふところの深い人だった」と言い伝えられている[3]。

- 慶応4年7月25日～明治元年9月17日の吉岡で謹慎中、土佐と良次(土佐の甥で処刑に立ち合った)二人で食事をしていた時、突然「良次、硯と紙を持って来い」と命じて、良次が硯と紙を用意したところ、土佐が「わしにも絵の一つ位、描けないこともないだろう」と「松の絵」を一気に描き上げた[4]。